# Esquizoramis
Els esquizorramis (Schizoramia) són un clade o subfílum d'artròpodes proposat per Bergström (1997). Els trilobits hi pertanyen segons una de les hipòtesis de la filogenètica respecte que els artròpodes siguin monofilètics i que es divideixin en dues línies evolutives, Atelocerata i Schizoramia (Crustacea + Chelicerata) (Cisne, 1974; Briggs i Fortey, 1989; Schram i Emerson, 1991; Briggs it al., 1992; Budd, 1993, 1996; Wills et al., 1994, 1995, 1998; Emerson i Schram, 1998; partició morfològica de Zrzavý et al., 1998)
Tanmateix, el concepte de Schizoramia no està suportat per les anàlisis combinades de dades morfològiques i moleculars (Wheeler et al., 1993; Wheeler, 1998a, 1998b; Zrzavý et al., 1998), que corroboren que Mandibulata és monofilètic.

## Superclasses
- Superclasse †Proschizoramia
- Superclasse Crustaceomorpha Chernyshev, 1960
- Superclasse †Lamellipedia
- Superclasse Chelicerata